# Granchain
Granchain is een plaats en voormalige gemeente in het Franse departement Eure in de regio Normandië en telt 210 inwoners (2013). Deze plaats maakt deel uit van het arrondissement Bernay.

## Geschiedenis
Historisch gezien noemde de gemeente Grandchain, maar op 3 oktober 2008 werd de schrijfwijze van de gemeente officieel gewijzigd naar Granchain. De gemeente maakte deel uit van het kanton Beaumesnil tot dit op 22 maart 2015 werd opgeheven en de gemeenten werden opgenomen in het kanton Bernay. Op 1 januari 2016 fuseerden de gemeenten van het voormalige kanton, op één na, tot de commune nouvelle Mesnil-en-Ouche.

## Geografie
De oppervlakte van Granchain bedraagt 8,12 km², de bevolkingsdichtheid is 26 inwoners per km².
De onderstaande kaart toont de ligging van Granchain met de belangrijkste infrastructuur en aangrenzende gemeenten.

## Demografie
Onderstaande figuur toont het verloop van het inwonertal (bron: INSEE-tellingen).

## Geboren
- Guillaume Liberge de Granchain (1744-1805), admiraal in de Franse zeemacht en heer van Granchain[2]